# Ioan Dobrin
Pour les articles homonymes, voir Dobrin.
Ioan Dobrin, né le 29 mars 2002 à Bucarest, est un coureur cycliste roumain. Il évolue au sein de l'équipe MENtoRISE MLMsuperstars,.

## Biographie
En 2019 et 2020, Ioan Dobrin devient champion de Roumanie du contre-la-montre chez les juniors (moins de 19 ans). Il est également sélectionné à plusieurs reprises en équipe nationale. Puis en 2021, il termine troisième du championnat des Balkans sur route à Banja Luka. 
Pour la saison 2022, il rejoint la nouvelle équipe continentale roumaine MENtoRISE Elite Team CFX. Entraîné par Mircea Romașcanu, il remporte le contre-la-montre des championnats de Roumanie dans la catégorie des espoirs (moins de 23 ans). 

## Palmarès et résultats

### Palmarès par année
- 2018
  -  Champion de Roumanie du contre-la-montre cadets[4]
- 2019
  -  Champion de Roumanie du contre-la-montre juniors
- 2020
  -  Champion de Roumanie du contre-la-montre juniors
- 2021
  - Drumul Vinului
  -  Médaillé de bronze du championnat des Balkans sur route
- 2022
  -  Champion de Roumanie du contre-la-montre espoirs
- 2023
  - Turul Vrancei
- 2024
  - 2e du championnat de Roumanie du contre-la-montre espoirs
  - 3e du championnat de Roumanie sur route espoirs

### Classements mondiaux
| Année           | 2022 |
| --------------- | ---- |
| UCI Europe Tour | 953e |